# Раса (ведийская река)
Ра́са (санскр. रसा, IAST: rasā) — река, упоминаемая в «Ригведе». В буквальном переводе с ведийского санскрита, раса означает «влажность». Возможно, что река Раса, упоминаемая в стихе 5.53.9 «Ригведы», — один из западных рукавов Инда. В 9-й (9.41.6) и 10-й (10.108) мандалах «Ригведы», а также в «Нирукте» Яски, Расой называется мифический поток, текущий вокруг земли в атмосфере (сравните с Океаном в древнегреческой мифологии). В «Махабхарате» и Пуранах Раса ассоциируется с преисподней (подобно реке Стиксу в древнегреческой мифологии). Аналогией Расы в авестийском языке выступает ранха. В «Вендидаде», Ранха упоминается наряду с Хапта-Хенду, и, возможно, означает «океан».